# 아이언 키드
《아이언 키드》(영어: Eon Kid, 로마자 표기: Iron Kid)는 대원미디어와 디자인스톰에서 제작해 KBS2와 애니박스, 대교어린이TV, 그리고 챔프TV에서 방영된 3D 애니메이션이면서 SF 애니메이션이다. 전설의 '철권'을 소유한 주인공 '마티'와 신비스러운 소녀 '앨리', 강아지 로봇 '버튼스'의 모험을 담고 있으며, 아동들을 위한 어드벤쳐와 액션을 고루 채워넣은 작품이다.

## 작품개요
- 작품명:아이언 키드(Iron Kid)
- 작품형식:TV 시리즈 30분 분량의 총 26부작
- 제작방식:3D 애니메이션
- 장르:3D 어드벤쳐 액션 로봇
- 방송기간:KBS2 (2006년 4월 6일 ~ 2006년 9월 28일) KBS2

## 방송 일시
| 방송 채널 | 방송일                    | 방송 시간 |
| --------- | ------------------------- | --------- |
| KBS 2TV   | 2006년 4월 6일 ~ 9월 28일 | 종료      |

## 캐릭터
- 마티 (주인공)
- 전사 마티 (마티의 철권 착용 뒤 모습)
- 앨리 (여주인공)
- 버튼스 (애완 로봇)
- 가프 (호위무사)
- 대장군
- 닥터 첸
- 칸
- 스카
- 블랙 뷰티
- 깁슨 (CDF 국장)
- 캘리 (깁슨의 비서)

## 목소리 출연
- 손정아 - 마티 & 전사 마티
- 박선영 - 앨리 & 캘리
- 이인성 - 버튼스
- 성완경 - 가프, 대장군
- 박지훈 - 닥터 첸
- 양석정 - 칸
- 송준석 - 스카
- 윤미나 - 블랙 뷰티
- 김일 - 깁슨
- 성선녀 - 오렌지 마마

## 제작진
- 제작 총지휘: 손정숙, 정욱
- 감독: 강대일
- 제작: 전춘금, 안현동, 함욱호
- 프로듀서: 정대식, 신영식, 이천우
- 연출팀장: 김길태
- 제작 지원: 이희섭
- 시나리오: 김형교, 장용민
- 스토리보드: 정지옥, 이희라
- 디자인 팀장: 정의진
- 모델링 팀장: 이장용
- 모델링: 김종순, 이호용
- 애니메이션 팀장: 박충식
- 애니메이션 감독: 이순
- 선임 애니메이터·페이셜: 서주희
- 애니메이터: 이정수, 김미성, 이선명, 권태혁, 김재규, 박준곤, 윤경진, 이문희, 김현주, 최재혁, 조태식, 최광희, 김기학
- 리깅팀장: 김석동
- 쉐이딩팀장: 성미향
- 쉐이딩: 이승건, 이화영
- 쉐이딩·라이팅팀장: 박성훈
- 라이팅팀장: 전상훈
- 라이팅: 정경숙, 김진철, 이혜원, 나종인, 민윤정, 문혜영, 고경호, 현성욱
- FX 팀장: 김종훈
- FX: 양지원, 이새한, 정재민, 김태훈
- R&D팀장: 강성주
- 합성팀장: 반창기
- 편집: 김길태
- 편집감독: 김준석
- 제작편집: 안영준, 이진욱
- 컴퓨터그래픽: 신정원
- 마케팅: 김양수, 권용근, 김불경, 김원규, 이준상
- 녹음 연출: 김정규
- 녹음 엔지니어: 이성수, 김지협
- 대사녹음: 애니원 스튜디오, 돌코스튜디오
- 사운드 디자이너: 정창국
- 오디오 포스트 프로덕션: PEP
- 주제가 기획 및 제작: 이엔이미디어
- 주제가 작사: 류광민, 김성태
- 주제가 작곡 · 편곡: 류광민
- 주제가 노래: run to the sky (오프닝 테마) Mc.the Max, 돌아올 텐데 (엔딩 테마) 메이
- 하드웨어 제작: 휴렛 팩커드, 델, 인텔
- 소프트웨어 제작: 앨리어스 시스템즈, 어도비, 아비드 테크놀로지, 멘탈 이미지즈
- 만든 도구: 마야, 포토샵, 프리미어 프로, 애프터 이펙트, 프로 툴스, 미디어 컴포저, 아비드 DS, 멘탈 레이
- 창작 / 기획: 디자인스톰
- 기획 / 제작: 디자인스톰, 대원씨앤에이홀딩스
- 투자 / 제작지원: 한국콘텐츠진흥원, mvp창업투자, 엠-벤처투자, 매스터즈 투자
- 해외 공동제작: BRB International, Manga Entertainment
- 저작권: © Designstorm, Daewon C&A, BRB, Manga 2006

## 방영 목록
제 1 화 전설의 철권
제 2 화 전설의 계승자
제 3 화 여정의 시작
제 4 화 마티의 카운터펀치
제 5 화 40인의 폭주단
제 6 화 지하도시 오랜지벨리
제 7 화 대사막 지하격투대회
제 8 화 폭주왕 투야
제 9 화 오랜지벨리 탈출작전
제 10 화 맥스단의 역습
제 11 화 마티의 비밀
제 12 화 비밀수련장의 18봉인
제 13 화 탄생 철권의 전사
제 14 화 아이언타워를 향하여
제 15 화 초거대병기의 부활
제 16 화 아이언타워의 함락
제 17 화 악몽
제 18 화 철권의 폭주
제 19 화 신비로운 빙하
제 20 화 하얀 수도승
제 21 화 권신의 탄생
제 22 화 설원의 거신 아이거
제 23 화 칸의 반란
제 24 화 총진격 아이언타워
제 25 화 최후의 결전(전편)
제 26 화 최후의 결전(후편) (마지막회)

## 같이 보기
- 대한민국의 애니메이션
- 대원미디어